# Maintirano
Maintirano er en kystby og kommune i det vestlige Madagaskar omkring 325 kilometer vest for hovedstaden Antananarivo. Den ligger i distriktet Maintirano, som er en del af regionen Melaky som den er regionshovedstad for. Befolkningen blev i 2001 anslået til 16.000 mennesker. Byens indbyggere er hovedsagelig af Sakalava-folket.
Maintirano har ud over havnen også en lufthavn, skoler domhus og hospital. Klimaet er ret varmt og adgang til området er besværliggjort af mangel på veje , og få kommercielle flyafgange.
Hovedparten af befolkningen, 55% lever af fiskeri. 34% er landbruge. Den vigtigste afgrøde er bananer , og andre vigtige produkter er majs, batater og ris. Industri og service beskæftiger kun 0.8% og 10.2% af befolkningen.